# Kim Chan-mi
Kim Chan-mi (hangul: 김찬미), även känd som Chanmi, född 19 juni 1996 i Gumi, är en sydkoreansk sångerska och skådespelare.
Hon har varit medlem i den sydkoreanska tjejgruppen AOA sedan gruppen debuterade 2012.

## Diskografi

### Album
| Datum       | Albumtitel    | Topplacering          |
| Datum       | Albumtitel    | Sydkorea (Gaon Chart) |
| ----------- | ------------- | --------------------- |
| 19 jun 2014 | Short Hair    | 4                     |
| 11 nov 2014 | Like a Cat    | 3                     |
| 22 jun 2015 | Heart Attack  | 2                     |
| 16 maj 2016 | Good Luck     | 2                     |
| 2 jan 2017  | Angel's Knock | 3                     |